# Віддзеркалення

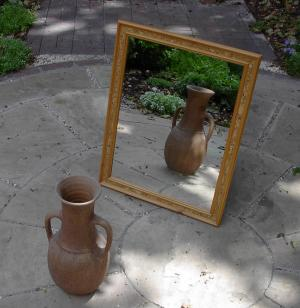
Віддзеркалення глечика

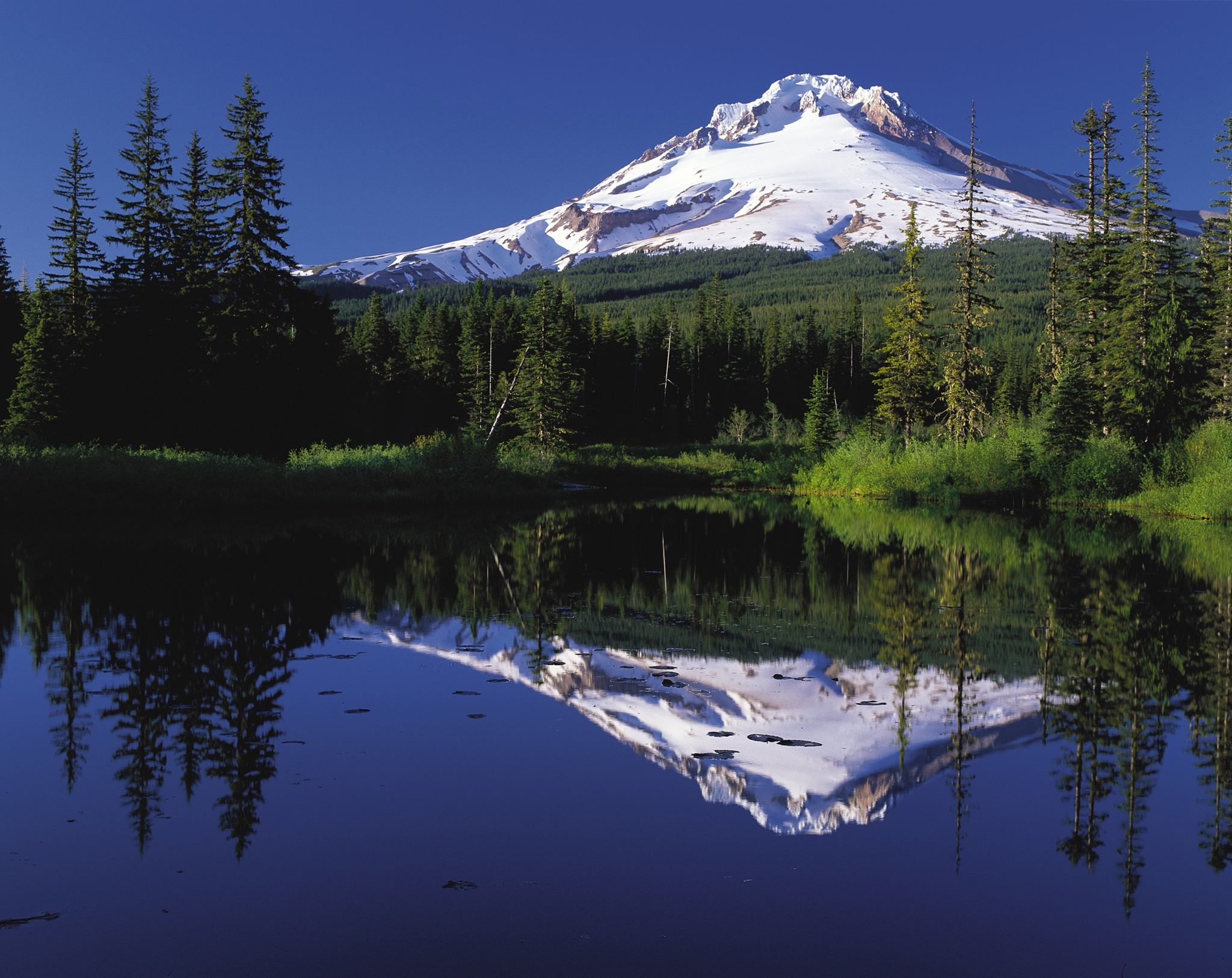
Маунт-Худ віддзеркалена у воді озера Дзеркало

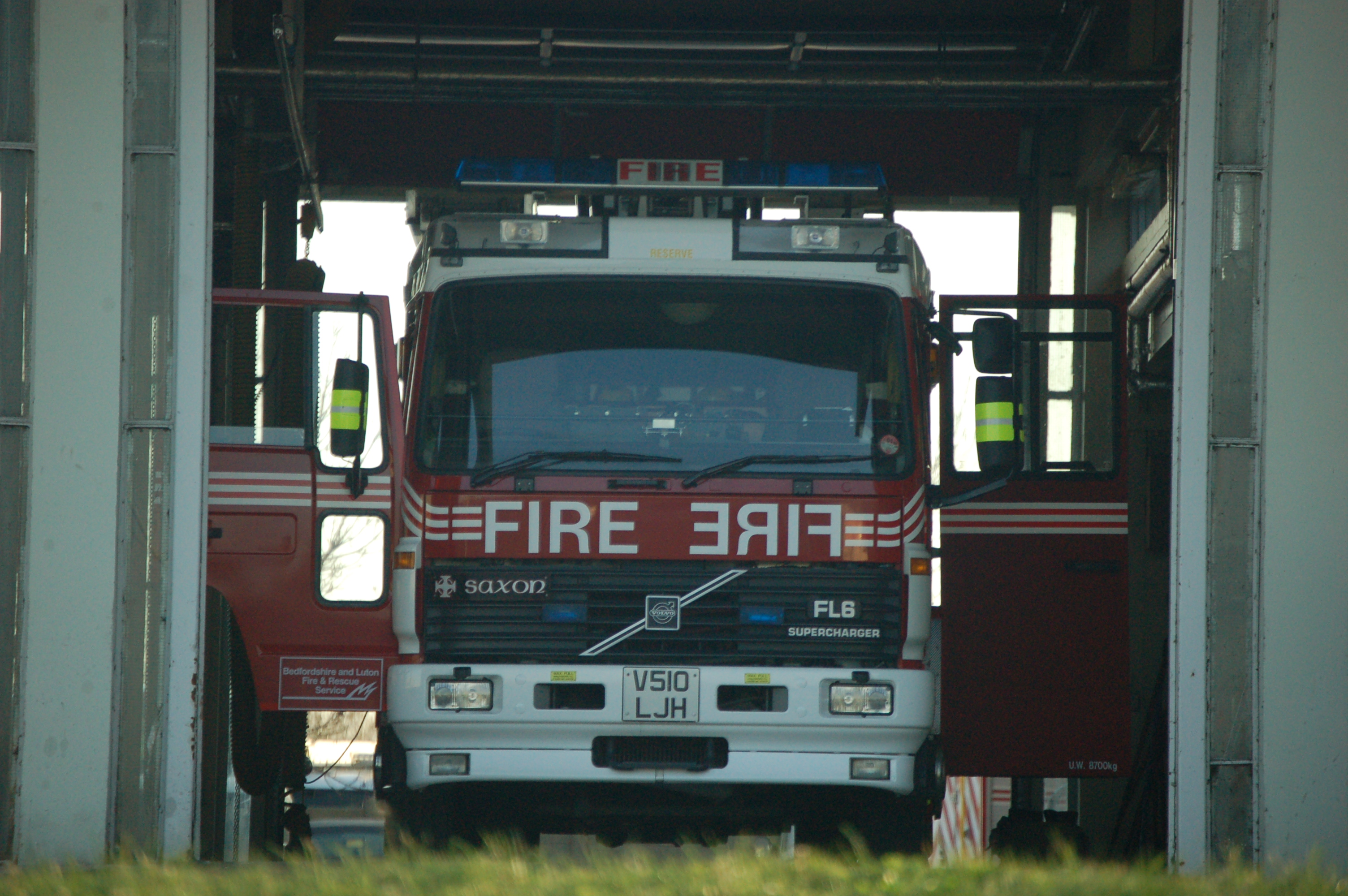
Слово «fire» та його віддзеркалення зображені на пожежному автомобілі

Віддзеркалення (англ. mirror image) (в плоскому дзеркалі) — це відбита копія зображення об'єкта яка виглядає майже ідентичною, але є оберненою в напрямі перпендикулярному площині дзеркала. Як оптичний ефект, віддзеркалення є результатом відбиття від субстанцій на зразок дзеркала чи води. Віддзеркалення також є поняттям геометрії.